# Lubitów (stacja kolejowa)
Lubitów (ukr. Любитів, ros. Любитов) – stacja kolejowa w pobliżu miejscowości Lubitów, w rejonie kowelskim, w obwodzie wołyńskim, na Ukrainie. Leży na linii Zdołbunów – Kowel.
Przed II wojną światową istniał w tym miejscu przystanek kolejowy.